# Biliardo ai I Giochi paralimpici estivi
Per il biliardo ai Giochi paralimpici estivi di Roma 1960 fu disputato un torneo di Snooker e si assegnò, dunque, un solo titolo maschile.

## Medagliere
| Pos.   | Nazione     |   |   |   | Totale |
| ------ | ----------- | - | - | - | ------ |
| 1      | Regno Unito | 1 | 1 | 0 | 2      |
| 2      | Italia      | 0 | 0 | 1 | 1      |
|        | Malta       | 0 | 0 | 1 | 1      |
| Totale | Totale      | 1 | 1 | 2 | 4      |

## Risultati
| Competizione | Oro    | Argento         | Bronzo                        |
| ------------ | ------ | --------------- | ----------------------------- |
| Snooker      | Keaton | Michael Shelton | Giovanni Ferraris G. Portelli |